# Vriesea harmsiana
Vriesea harmsiana là một loài thực vật có hoa trong họ Bromeliaceae. Loài này được (L.B.Sm.) L.B.Sm. miêu tả khoa học đầu tiên năm 1951.